# Стамфорд (Небраска)
Стамфорд (енгл. Stamford) град је у америчкој савезној држави Небраска.

## Демографија
По попису из 2010. године број становника је 183, што је 19 (-9,4%) становника мање него 2000. године.
| Група             | 2000.       | 2010.       |
| Белци             | 195 (96,5%) | 173 (94,5%) |
| Афроамериканци    | 0 (0,0%)    | 0 (0,0%)    |
| Азијати           | 0 (0,0%)    | 0 (0,0%)    |
| Хиспаноамериканци | 7 (3,5%)    | 7 (3,8%)    |
| Укупно            | 202         | 183         |